# Marigny-Saint-Marcel
Marigny-Saint-Marcel ist eine französische Gemeinde im Département Haute-Savoie in der Region Auvergne-Rhône-Alpes.

## Geographie
Marigny-Saint-Marcel liegt auf 410 m, in der Nähe von Rumilly, etwa 14 Kilometer westsüdwestlich der Stadt Annecy (Luftlinie). Das ehemalige Bauerndorf erstreckt sich im Albanais, im Alpenvorland, am südlichen Rand des Beckens von Rumilly.
Die Fläche des 7,35 km² großen Gemeindegebiets umfasst einen Abschnitt des Albanais. Die nördliche und nordöstliche Grenze verläuft entlang dem Chéran, der hier mit mehreren Talmäandern von Südosten nach Nordwesten fließt. Im Lauf der Zeit hat sich der Chéran in die Molasseschichten der Umgebung eingesenkt, so dass er durch ein Tal strömt, das beidseitig von 5 bis 50 m hohen Felswänden flankiert ist. Unterhalb von Saint-Marcel tritt der Fluss in das Becken von Rumilly hinaus. Vom Flusslauf erstreckt sich das Gemeindeareal südwärts auf die angrenzenden Anhöhen, deren höchste Erhebung 504 m erreicht. Ganz im Westen hat Marigny-Saint-Marcel Anteil an der rund 2 km breiten Talsenke, die sich von Rumilly südwärts in die Gegend von Aix-les-Bains fortsetzt.
Zu Marigny-Saint-Marcel gehören mehrere Dörfer, Weilersiedlungen und Gehöfte, nämlich: 
- Saint-Marcel (372 m) am südlichen Rand des Beckens von Rumilly
- Marigny (410 m) in einem Seitentälchen des Dadon
- Les Cornes (360 m) im Becken von Rumilly
- Vaudry (421 m) auf einer Anhöhe östlich der Talsenke
- Vieux Marigny (415 m) in einem Seitentälchen des Dadon
- Vons (450 m) auf einer Anhöhe über dem Tal des Chéran

Nachbargemeinden von Marigny-Saint-Marcel sind Boussy im Norden, Saint-Sylvestre im Osten, Alby-sur-Chéran und Saint-Félix im Süden sowie Bloye und Rumilly im Westen.

## Geschichte
Das Gemeindegebiet von Marigny-Saint-Marcel war bereits während der Römerzeit besiedelt. Es wurden Überreste von Thermen, Inschriften und römische Münzen gefunden. Erstmals urkundlich erwähnt werden Marigny und Saint-Marcel im frühen 15. Jahrhundert. Der Ortsname Marigny geht auf den gallorömischen Geschlechtsnamen Marinius zurück und bedeuten Landgut des Marinius (Mariniacum). Im Jahre 1845 fusionierten die beiden vorher eigenständigen Gemeinde zur heutigen Doppelgemeinde.

## Sehenswürdigkeiten
Die Pfarrkirche Saint-Benoît in Marigny wurde 1856 erbaut. In Saint-Marcel steht ein Schloss, das zu Beginn des 18. Jahrhunderts erbaut wurde; die Schlosskapelle besitzt schöne Wandmalereien. Zwei weitere Herrschaftssitze gibt es in Bel-Air und Vons.

## Bevölkerung
| Jahr                       | 1962 | 1968 | 1975 | 1982 | 1990 | 1999 | 2006 |
| Einwohner                  | 379  | 365  | 426  | 507  | 581  | 629  | 621  |
| Quellen: Cassini und INSEE |      |      |      |      |      |      |      |

Mit 701 Einwohnern (Stand 1. Januar 2022) gehört Marigny-Saint-Marcel zu den kleinen Gemeinden des Département Haute-Savoie. Im Verlauf des 19. und 20. Jahrhunderts nahm die Einwohnerzahl aufgrund starker Abwanderung kontinuierlich ab (1861 wurden in Marigny-Saint-Marcel noch 618 Einwohner gezählt). Seit Beginn der 1970er Jahre wurde jedoch wieder eine deutliche inzwischen abgeflaute Bevölkerungszunahme verzeichnet.

## Wirtschaft und Infrastruktur
Marigny-Saint-Marcel war bis weit ins 20. Jahrhundert hinein ein vorwiegend durch die Landwirtschaft geprägtes Dorf. Daneben gibt es heute verschiedene Betriebe des lokalen Kleingewerbes. Mittlerweile hat sich das Dorf auch zu einer Wohngemeinde entwickelt. Viele Erwerbstätige sind Wegpendler, die in den größeren Ortschaften der Umgebung und im Raum Annecy ihrer Arbeit nachgehen.
Die Ortschaft ist verkehrsmäßig sehr gut erschlossen. Sie liegt an einer Departementsstraße, die von Rumilly nach Alby-sur-Chéran führt. Die Hauptzufahrt erfolgt von Rumilly. Weitere Straßenverbindungen bestehen mit Bloye und Saint-Félix. Der nächste Anschluss an die Autobahn A41 befindet sich in einer Entfernung von rund 3 km.

## Städtepartnerschaft
Zwischen Marigny-Saint-Marcel und dem Ortsteil Sindeldorf (Baden-Württemberg) der Gemeinde Schöntal besteht seit 1959 eine inoffizielle Partnerschaft. Diese wurde von dem Sindeldorfer Willy Humm initiiert, der 1946 als Kriegsgefangener auf einem Bauernhof in Marigny arbeitete. Nach Willy Humm wurde zum 50. Jubiläum der Partnerschaft eine Straße in Marigny benannt. Eine weitere Straße in Marigny trägt den Namen "Avenue de Sindeldorf".